# Brandon DeFazio
Brandon Dean DeFazio, född 13 september 1988, är en kanadensisk professionell ishockeyspelare som tillhör NHL-organisationen Boston Bruins och spelar för deras primära samarbetspartner Providence Bruins i American Hockey League (AHL). Han har tidigare spelat på lägre nivåer för Wilkes-Barre/Scranton Penguins, Bridgeport Sound Tigers och Utica Comets i AHL, Wheeling Nailers i ECHL och Clarkson Golden Knights (Clarkson University) i National Collegiate Athletic Association (NCAA).
DeFazio blev aldrig draftad av någon NHL-organisation.
Han är son till den före detta NHL-spelaren Dean DeFazio som spelade för Pittsburgh Penguins för säsong 1983-1984.

## Statistik
| 2005–2006   | Milton Icehawks                | OPJHL       | 36  | 10 | 6  | 16  | 38  | —  | — | —  | —  | —  |
|             | Oakville Blades                | OPJHL       | 11  | 2  | 11 | 13  | 8   | 23 | 6 | 13 | 19 | 28 |
| 2006–2007   | Oakville Blades                | OPJHL       | 46  | 12 | 33 | 45  | 135 | 9  | 2 | 4  | 6  | 12 |
| 2007–2008   | Clarkson Golden Knights        | NCAA        | 37  | 3  | 4  | 7   | 34  | —  | — | —  | —  | —  |
| 2008–2009   | Clarkson Golden Knights        | NCAA        | 33  | 7  | 11 | 18  | 28  | —  | — | —  | —  | —  |
| 2009–2010   | Clarkson Golden Knights        | NCAA        | 35  | 12 | 14 | 26  | 58  | —  | — | —  | —  | —  |
| 2010–2011   | Clarkson Golden Knights        | NCAA        | 36  | 14 | 12 | 26  | 56  | —  | — | —  | —  | —  |
|             | Wheeling Nailers               | ECHL        | 10  | 4  | 5  | 9   | 7   | 14 | 4 | 2  | 6  | 8  |
|             | Wilkes-Barre/Scranton Penguins | AHL         | 2   | 0  | 0  | 0   | 0   | —  | — | —  | —  | —  |
| 2011–2012   | Wilkes-Barre/Scranton Penguins | AHL         | 66  | 11 | 5  | 16  | 104 | 12 | 0 | 0  | 0  | 6  |
| 2012–2013   | Bridgeport Sound Tigers        | AHL         | 69  | 11 | 14 | 25  | 139 | —  | — | —  | —  | —  |
| 2013–2014   | Utica Comets                   | AHL         | 76  | 17 | 17 | 34  | 106 | —  | — | —  | —  | —  |
| 2014–2015   | Vancouver Canucks              | NHL         | 2   | 0  | 0  | 0   | 0   | —  | — | —  | —  | —  |
|             | Utica Comets                   | AHL         | 75  | 21 | 22 | 43  | 92  | 21 | 2 | 5  | 7  | 12 |
| NHL totalt  | NHL totalt                     | NHL totalt  | 2   | 0  | 0  | 0   | 0   | —  | — | —  | —  | —  |
| AHL totalt  | AHL totalt                     | AHL totalt  | 288 | 60 | 58 | 118 | 441 | 33 | 2 | 5  | 7  | 18 |
| NCAA totalt | NCAA totalt                    | NCAA totalt | 141 | 36 | 41 | 77  | 176 | —  | — | —  | —  | —  |